# Бут, Тейлор
Те́йлор Э́нтони Бут (англ. Taylor Anthony Booth; родился 31 мая 2001) — американский футболист, полузащитник нидерландского клуба «Твенте» и сборной США.

## Клубная карьера
Воспитанник футбольной академии клуба «Реал Солт-Лейк». В январе 2019 года присоединился к футбольной академии мюнхенской «Баварии». 14 июня 2020 года дебютировал в составе «Баварии II» в матче Третьей лиги Германии против «Вальдхофа».
8 февраля 2021 года отправился в аренду в австрийский клуб «Санкт-Пёльтен» до конца сезона.
25 августа 2021 года дебютировал в основном составе «Баварии» в матче Кубка Германии против «Бремера», выйдя на замену Лерою Зане.
Летом 2022 года стал игроком нидерландского клуба «Утрехт» в качестве свободного агента. 6 августа 2022 года дебютировал за «Утрехт» в матче Эредивизи против клуба «РКК Валвейк». В ноябре 2022 года, показав наилучшие результаты на основании статистики и голосов футбольных болельщиков, был выбран игроком месяца в Эредивизи.
4 февраля 2025 года перешёл в «Твенте», подписав трёхлетний контракт до середины 2028 года.

## Карьера в сборной
Выступал за сборные США до 16, до 17, до 18 и до 19 лет. В 2017 году сыграл два матча на чемпионате мира (до 17 лет) в Индии.
3 декабря 2021 года был впервые вызван в тренировочный лагерь сборной США. В завершавшем лагерь товарищеском матче со сборной Боснии и Герцеговины 18 декабря остался в запасе. Дебютировал за сборную США 24 марта 2023 года в матче Лиги наций КОНКАКАФ 2022/23 против сборной Гренады, заменив во втором тайме Джио Рейну.

## Достижения
Командные достижения
Сборная США
- Победитель Лиги наций КОНКАКАФ: 2022/23[11]

Личные достижения
- Игрок месяца в Эредивизи: ноябрь 2022